# Perkolacja
Perkolacja (z łac. percolate — przecedzać, filtrować) – proces przepływu wody przez stałe podłoże, który powoduje wymywanie lub strącanie substancji. W przypadku ekstrakcji, z ciała stałego wymywa się określone związki chemiczne ciągłym lub periodycznie zmienianym strumieniem rozpuszczalnika. Jest to metoda stosowana między innymi w farmacji do otrzymywania wyciągów roślinnych i nalewek. Proces perkolacji pozwala na całkowite wytrawienie surowca, wytworzenie preparatów zagęszczonych oraz pozwala na zmniejszenie objętości używanego rozpuszczalnika. W przypadku strącania przykładem z hydrologii jest przepływ wody w rzece i osadzanie materiału piaszczystego pomiędzy ziarnami żwiru i kamieni w dnie.
Wytwarzany tą metodą wyciąg nazywa się perkolatem.
W laboratoriach perkolację przeprowadza się w aparatach Graefego lub za pomocą aparatu Soxhleta.
W przemyśle farmaceutycznym perkolacja jest stosowana często do otrzymywania płynnych wyciągów roślinnych. W recepturze aptecznej i w skali laboratoryjnej do prowadzenia perkolacji służy perkolator, a najczęstszym rozpuszczalnikiem jest etanol.

## Przebieg perkolacji

### Perkolacja klasyczna
Przeprowadza się ja w tradycyjnych perkolatorach. Rozdrobniony surowiec przed nałożeniem do perkolatora zwilża się rozpuszczalnikiem i pozostawia na 2–3 h w zamkniętym naczyniu gdzie surowiec pęcznieje. Następnie przeciera się go przez sito i miesza. Przenosi częściami do perkolatora i po każdej nałożonej części lekko ugniata. Przy otwartym kranie odpływowym wprowadza się do perkolatora rozpuszczalnik. Z chwilą wypłynięcia pierwszych kropli wycieku zamyka się zawór, a rozpuszczalnik uzupełnia się do ilości pokrywającej powierzchnię surowca warstwą grubości ok. 1 cm. Całość pozostawia się na 12–24h, w trakcie których zachodzi proces maceracji. Etap perkolacji właściwej polega na zbieraniu perkolatu i uzupełnianiu rozpuszczalnika. Perkolat zbiera się porcjami, po odczekaniu odpowiedniego czasu z każdą nową porcją rozpuszczalnika, w ilości 80–85% masy surowca (tzw. głowa perkolatu). Wytrawianie przerywa się, gdy wypływająca ciecz jest prawie bezbarwna i bez swoistego zapachu.

### Reperkolacja
Jest jedną z modyfikacji perkolacji klasycznej. Polega na podziale surowca przeznaczonego do wytrawiania na kilka części i wytrawianiu ich osobno, zbierając tylko głowę perkolatu. Następnie, wyciąg otrzymany z dalszego wytrawiania pierwszej porcji surowca stosuje się jako rozpuszczalnik do wytrawiania kolejnej porcji. Wyciąg z drugiej porcji może być z kolei rozpuszczalnikiem dla trzeciej porcji surowca i tak dalej. W ten sposób eliminuje się potrzebę zagęszczania perkolatu i zaoszczędza rozpuszczalnik.

### Wytrawianie za pomocą baterii perkolatorów
Jest udoskonaleniem reperkolacji, stosowanym powszechnie w przemyśle farmaceutycznym. Proces prowadzi się w zespole połączonych perkolatorów (baterii perkolatorów), w których wyciąg uzyskiwany z perkolacji w pierwszym z nich, służy jako rozpuszczalnik w drugim, a wyciąg z niego w kolejnym. Wyciąg uzyskiwany z ostatniego perkolatora jest zbierany, a do baterii wprowadza się nową porcję rozpuszczalnika, kierując ją najpierw do perkolatora z surowcem najbardziej wyczerpanym.

### Wytrawianie w aparacie Soxhleta
Polega na wielokrotnym wykorzystywaniu tego samego rozpuszczalnika. Uzyskiwany w drodze perkolacji wyciąg zbiera się w kolbie i od razu destyluje. Skraplający się rozpuszczalnik jest kierowany z powrotem do komory z surowcem.